# سوئکو
سوئکو (انگلیسی: Sweco) شرکت مهندسی سوئدی است، که در زمینه ارائه خدمات ساخت‌وساز، معماری، مهندسی محیط زیست و مشاور مدیریت فعالیت می‌نماید.
شرکت سوئکو در سال ۱۹۹۷ توسط گونار نوردستروم تأسیس شد. دفتر مرکزی این شرکت در شهر استکهلم، سوئد قرار دارد و بخشی از سهام آن در بازار بورس استکهلم معامله می‌شود.